# ながさき東そのぎ子どもの村小学校・中学校
ながさき東そのぎ子どもの村小学校・中学校（ながさきひがしそのぎこどものむらしょうがっこう・ちゅうがっこう）は、長崎県東彼杵郡東彼杵町大音琴（おおねごと）郷に所在する私立小中学校。学校法人きのくに子どもの村学園によって運営されている。
2016年（平成28年）3月末に閉校した東彼杵町立音琴小学校の跡地を利用している。小学校は2019年（平成31年）4月に、中学校は翌2020年（令和2年）4月に開校した。

## 概要
学校法人きのくに子どもの村学園によって開設される5番目の学校となる。2016年（平成28年）に閉校した東彼杵町立音琴小学校、東彼杵町立大楠小学校の跡地活用策として、東彼杵町が私立学校を誘致した結果、小学校新設の運びとなった。体験学習を重視した少人数制の授業を特色としている。また親元を離れて暮らす児童のために寮を併設している。翌年、中学校も開校した。

## 沿革
- 2019年（平成31年）4月8日 - 「ながさき東そのぎ子どもの村小学校」が開校。児童数34名でのスタート。
- 2020年（令和2年）4月1日 - 「ながさき東そのぎ子どもの村中学校」が開校。

## アクセス
最寄りのバス停
- 東彼杵町営バス「音琴宮下」バス停

最寄りの国道・県道
- 国道205号

## 周辺
- 佐世保市消防局 東消防署 東彼杵出張所
- 音琴簡易郵便局

## 関連事項
- 長崎県小学校一覧
- 長崎県中学校一覧
- 日本の小中一貫校